# Список умерших в 1026 году

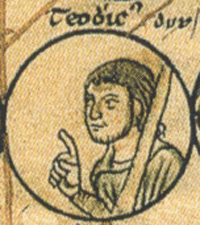
Тьерри I

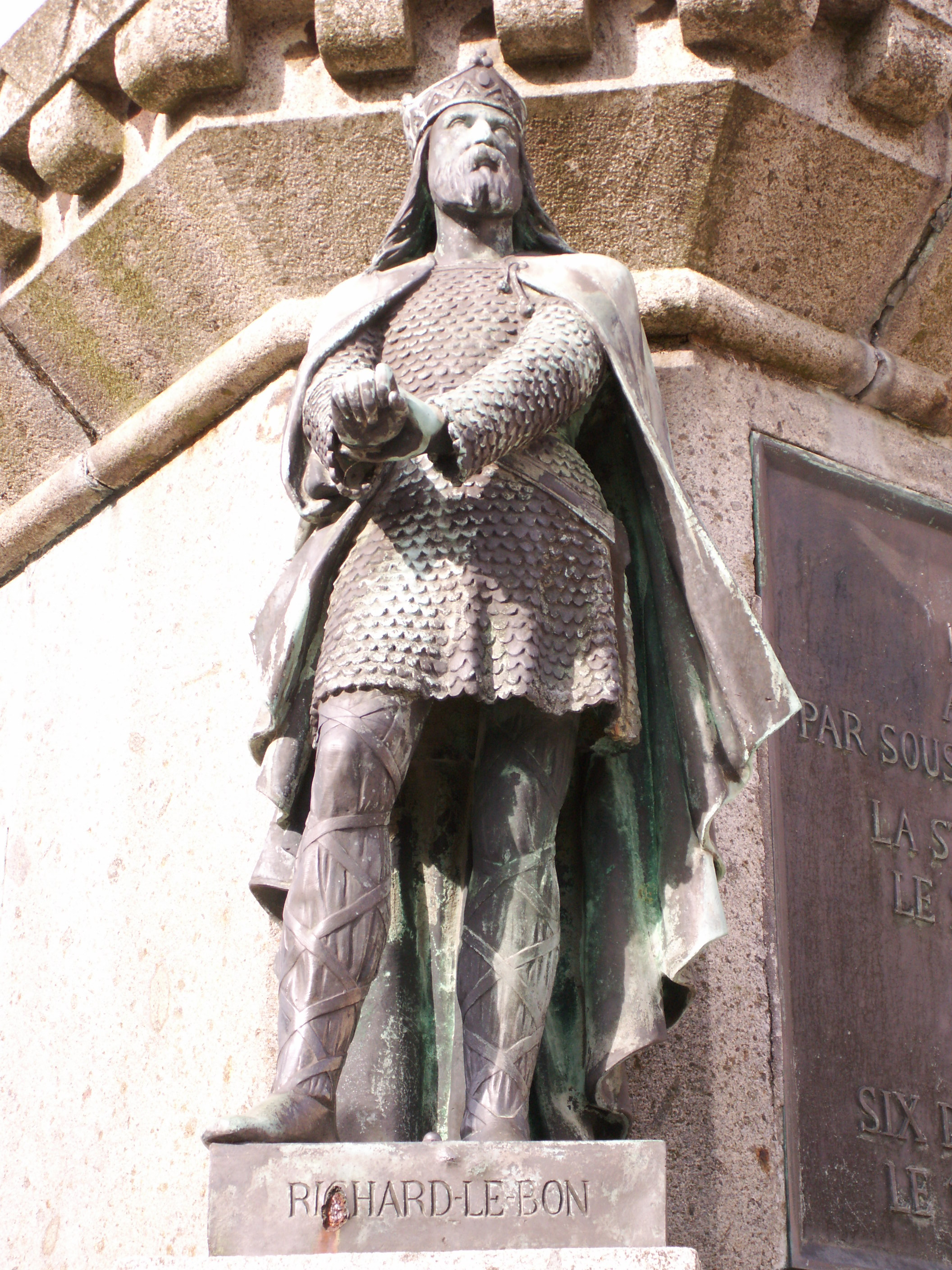
Ричард II Добрый

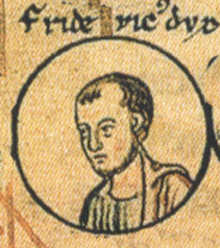
Фридрих (Ферри, Фредерик) II

В этой статье представлен список известных людей, умерших в 1026 году.
См. также: Категория:Умершие в 1026 году

## Февраль
- 27 февраля — Генрих I — граф Люксембурга с 998 года, герцог Баварии (как Генрих V) (1004—1009, с 1017)

## Март
- 18 марта — Хеймо — епископ Констанца (1022—1026)

## Апрель
- 11 апреля — Тьерри (Дитрих) I — граф Бара и герцог Верхней Лотарингии с 978 года.

## Май
- 18 мая — Фридрих (Ферри, Фредерик) II — граф Бара и герцог Верхней Лотарингии с 1019 года (соправитель отца).

## Июнь
- 10 июня — Гуго (Юг) I де Шатодён — виконт Шатодёна (989—1003), архиепископ Тура с 1003 года

## Август
- 28 августа — Ричард II Добрый — герцог Нормандии с 996 года.

## Сентябрь
- 21 сентября — Отто Гильом — граф Невера (978—989), Безансона с 982 года, Макона (982—1006), первый граф Бургундии c 982 года, герцог Бургундии (как Отто II) (1002—1004)

## Ноябрь
- 27 ноября — Адальбольд II — епископ Утрехта с 1010 года.

## Дата неизвестна или требует уточнения
- Аделаида Анжуйская — графиня-консорт Жеводана (960—975; жена Стефана Жеводанского), графиня-консорт Тулузы (975—978; жена Раймунда V Тулузского), королева-консорт Аквитании (982—984; жена Людовика V Ленивого), графиня-консорт Прованса (984—993; жена Гильома II), графиня-консорт Бургундии (1015—1026; жена Отто Гильома)
- Бенедикт — граф Корнуая (945/952—1026), епископ Кемпера (1003—1022)
- Гуго IV де Лузиньян — сеньор де Лузиньян
- Ибрагим эмир — правитель Волжской Булгарии.
- Ульф — эрл Дании, отец короля Дании Свена II Эстридсена